# Dirección General de Aeronáutica Civil (Chile)
La Dirección General de Aeronáutica Civil de Chile (DGAC) es un organismo dependiente de la Fuerza Aérea de Chile y que está encargada de la seguridad aeronáutica del país y la infraestructura aeroportuaria nacional. Tiene su sede en Avenida Miguel Claro N° 1314 Providencia, Santiago de Chile.
El 21 de marzo de 1930, fue fundada la Fuerza Aérea de Chile, y una semana después se funda la Dirección Aeronáutica, predecesora de la actual Dirección General de Aeronáutica Civil. En 1944 Chile suscribe el pacto de Chicago que dará origen a la Organización de Aviación Civil Internacional y al año siguiente la DGAC adscribe a esa misión. 
De este organismo depende la Dirección Meteorológica de Chile.
El Departamento de Prevención de Accidentes investiga accidentes e incidentes de aviación.

### Gestión Institucional[6]
La DGAC tiene como misión:

Normar y fiscalizar la actividad aérea que se desarrolla dentro del espacio aéreo controlado por Chile y aquella que ejecutan en el extranjero empresas aéreas nacionales: desarrollar la infraestructura aeronáutica en el ámbito de su competencia y prestar servicios de excelencia de navegación aérea, meteorología, aeroportuarios y seguridad operacional, con el propósito de garantizar la operación del Sistema Aeronáutico en forma segura y eficiente.

La visión de la DGAC es:

Ser un servicio público integral, con altos estándares de calidad, capaz de responder a los cambios y desafíos de la industria, la sociedad y del medioambiente.

Para cumplir sus funciones, la DGAC se organiza de la siguiente manera:

#### Gestión Estratégica
- Departamento Secretaría General
- Departamento Planificación
- Departamento Auditoría Interna
- Departamento Jurídico

#### Gestión Unidades Operativas
- Departamento Prevención de Accidentes
- Departamento Aeródromos y Servicios Aeronáuticos
- Dirección Meteorológica de Chile
- Departamento Seguridad Operacional

#### Gestión Unidades de Apoyo
- Departamento Tecnologías de Información y Comunicaciones
- Departamento Comercial
- Departamento Logística
- Departamento Finanzas
- Departamento Recursos Humanos